# Лукерья (река)
Лукерья — река в России, протекает по Уренскому району Нижегородской области. Устье реки находится в 124 км от устья реки Усты по левому берегу на высоте 91 м над уровнем моря. Длина реки составляет 31 км, площадь водосборного бассейна — 137 км².
Исток реки находится на высоте около 152 м над уровнем моря, восточнее деревни Кондобаево, примерно в 20 км к югу от города Урень. Река течёт на северо-восток по лесному массиву. Впадает в Усту выше города Урень.

## Данные водного реестра
По данным государственного водного реестра России относится к Верхневолжскому бассейновому округу, водохозяйственный участок реки — Ветлуга от города Ветлуга и до устья, речной подбассейн реки — Волга от впадения Оки до Куйбышевского водохранилища (без бассейна Суры). Речной бассейн реки — (Верхняя) Волга до Куйбышевского водохранилища (без бассейна Оки).
Код объекта в государственном водном реестре — 08010400212110000043298.